# Фэрроу, Ронан
Сэ́тчел Ро́нан О’Са́лливан Фэ́рроу (англ. Satchel Ronan O'Sullivan Farrow; род. 19 декабря 1987, Нью-Йорк, Нью-Йорк) — американский журналист, адвокат и бывший правительственный советник. Сын актрисы Мии Фэрроу и режиссёра Вуди Аллена.
В конце 2017 года статьи Фэрроу в журнале The New Yorker помогли раскрыть обвинения в сексуальных домогательствах со стороны продюсера Харви Вайнштейна. За его работу издание The New Yorker получило Пулитцеровскую премию за служение обществу (разделив награду с The New York Times). Последующие расследования Фэрроу раскрыли домогательства, совершённые Эриком Шнейдерманом и Лесом Мунвесом, что в 2018 году привело к отставкам обоих.

## Ранние годы
Фэрроу родился в Нью-Йорке, в семье актрисы Мии Фэрроу и режиссёра Вуди Аллена. Он был назван в честь бейсболиста Сэтчела Пейджа и актрисы Морин О’Салливан, его бабушки по материнской линии. Фамилия Фэрроу была дана ему для того, чтобы «избежать семьи с одним ребёнком c фамилией Аллен среди двух Фэрроу и пяти Превинов».
Будучи ребёнком, Фэрроу пропустил обучение в школе, взяв уроки в Центре для талантливой молодёжи. Он учился в Бард-колледже в Саймонс-Рок, и позже перевёлся в Бард-колледж, который окончил в возрасте 15 лет, получив степень бакалавра искусств в философии, став самым молодым выпускником в истории. В 2009 году он выпустился из Йельской школы права.

## Карьера

### Государственная служба
С 2001 по 2009 год Фэрроу исполнял роль Представителя по делам молодежи ЮНИСЕФ, выступая «адвокатом» детей и женщин, оказывавшихся в положении кризиса в Дарфуре в результате Дарфурского конфликта, а также помогая собирать деньги в ООН. Он путешествовал в Дарфур вместе со своей матерью, актрисой Мией Фэрроу, Послом доброй воли ЮНИСЕФ, а также выступал в защиту беженцев из Дарфура.
Во время обучения Йельской школе права Фэрроу работал стажёром в юридической фирме «Davis Polk & Wardwell», а также в офисе Комитета Палаты представителей США по иностранным делам, где занимался международными правозащитными законами.
В 2009 году Фэрроу присоединился к администрации Барака Обамы в качестве Специального советника по гуманизму и Делам НПО в Канцелярии Специального представителя по делам Афганистана и Пакистана. Он был членом команды дипломата Ричарда Холбрука, для которого он прежде работал спичрайтером. В течение следующих двух лет Фэрроу был ответственен за «контроль отношений правительства США с гражданским обществом и неправительственных субъектов» в Афганистане и Пакистане.
В 2011 году он был назначен на должность Специального советника Государственного секретаря Хиллари Клинтон по делам молодежи. Фэрроу был ответственен за политику и программу в отношении молодежи. Он завершил свой срок в 2012 году.

### Журналистика
Покинув правительство, Фэрроу начал изучение международных отношений в Колледже Магдалины в Оксфорде по стипендии Родса, но так и не завершил.
Он писал эссе, обзорные статьи и другие материалы для многочисленных изданий, среди которых числятся «The Guardian», журнал «Foreign Policy», «The Atlantic», «The Wall Street Journal», «Los Angeles Times» и многие другие. В октябре 2013 года Фэрроу заключил контракт с издательством «Penguin Press» на выпуск его книги под названием «Pandora's Box: How American Military Aid Creates America's Enemies». С тех пор права на выпуск перешли дому «HarperCollins», а дата выхода книги неизвестна. С февраля 2014 по февраль 2015 года Фэрроу вёл телевизионную новостную передачу «Ronan Farrow Daily».
С тех пор он работает как корреспондент NBC News, занимающийся журналистскими расследованиями. Он работает с программами «Today Show», «Nightly News» и «Morning Joe».
В октябре 2017 года издание «The New Yorker», после того, как история была отвергнута NBC, опубликовало статью авторства Фэрроу, раскрывающую многолетние сексуальные домогательства со стороны продюсера Харви Вайнштейна. Совместно с изданием «The New York Times» и журналистками Джоди Кантор и Меган Твохей, в 2018 году Фэрроу и «The New Yorker» получили Пулитцеровскую премию за служение обществу.

### Озвучивание фильмов
Фэрроу озвучил незначительных персонажей в англоязычных версиях двух японских мультфильмов, «Со склонов Кокурико» (2011) и «Ветер крепчает» (2013).

## Личная жизнь
Фэрроу обручён со сценаристом и подкастером Джоном Ловеттом. Они состоят в отношениях с 2011 года.

### Отцовство и отношения с Вуди Алленом
Фэрроу не общается со своим отцом, Вуди Алленом. Он прокомментировал в 2011 году: «Мой отец женат на моей сестре. Это делает меня его сыном и его шурином. Вот такая моральная трансгрессия».
В 2013 году, отвечая на вопрос о том, может ли Фэрроу являться сыном её бывшего мужа Фрэнка Синатры, Миа Фэрроу заявила, что «возможно». В ответ Фэрроу пошутил в Твиттере: «Послушайте, все мы, возможно, дети Фрэнка Синатры». В 2014 году на заявление Фэрроу ответил Вуди Аллен: «Мой ли он сын, или, как предполагает Миа, Фрэнка Синатры?». В 2015 году Нэнси Синатра, на вопрос, не связанный с отцовством Фэрроу, ответила: «Он — важная наша часть, и нам очень повезло, что он есть в наших жизнях». Проводились ли ДНК-тесты по установлению отцовства, неизвестно. В 2015 году Нэнси Синатра опровергла то, что Фэрроу является её единокровным братом. Фэрроу отказался обсуждать ДНК, сказав, что «Вуди Аллен юридически, этически и персонально был отцом в нашей семье».